# Hormisdes VI
Hormisdes VI (en persa هرمز) fou un rei sassànida rei d'una part de l'imperi sassànida del 630 a 631. Fou un del molts pretendents que van sorgir després de l'assassinat de Còsroes II (590–628) el 628. Es va mantenir aproximadament dos anys (630–632) en el districte de Nísibis. Era net de Còsroes II.